# Cäcilie Zeller

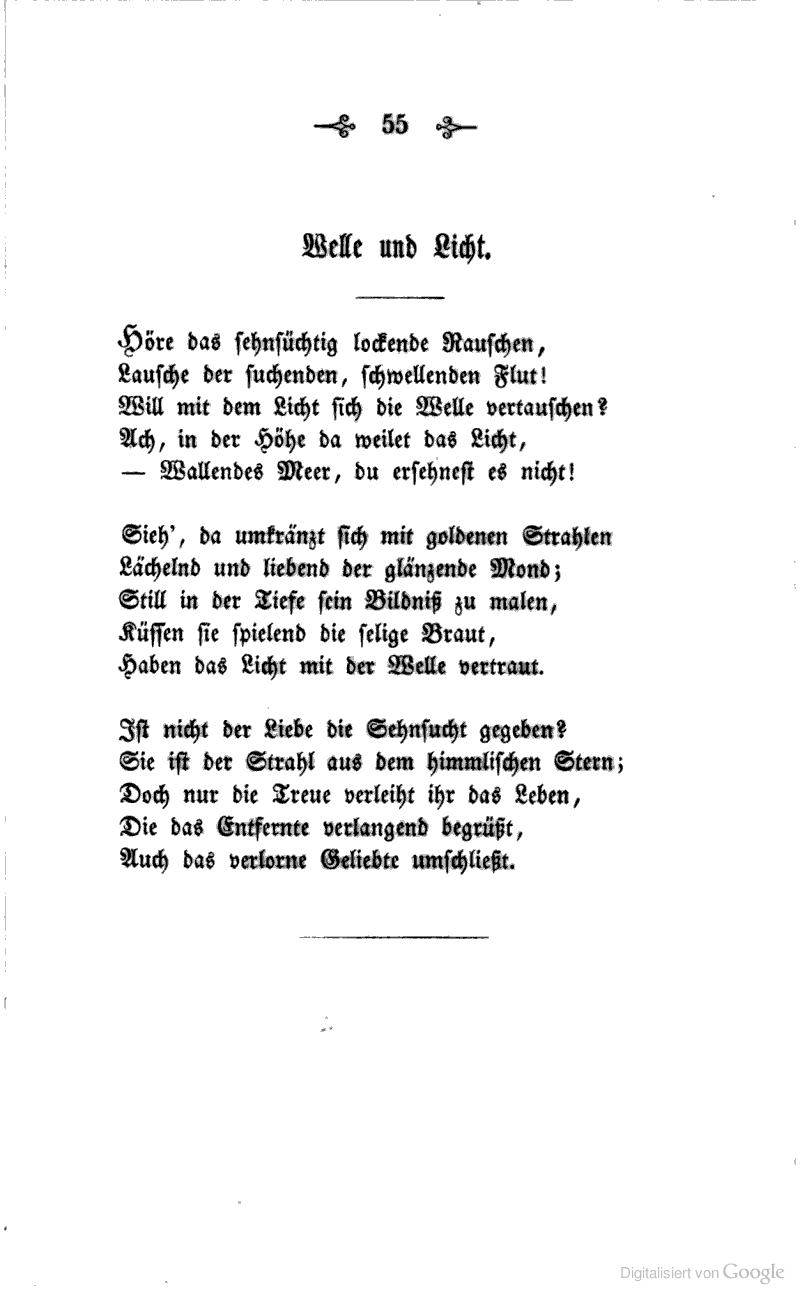
Gedicht „Welle und Licht“ von 1847

Cäcilie Zeller (geborene von Elsner; * 23. August 1800 in Halberstadt; † 24. März 1876 in Halle (Saale)) war eine deutsche Dichterin.

## Leben
Zeller wurde als Tochter des Generalleutnants Karl Christian von Elsner in Halberstadt geboren. Nach dem frühen Tod ihres ersten Ehemanns, des badischen Geschäftsträgers Wilhelm von Meyern (oder Maiern) im Jahr 1826 heiratete sie im Jahr 1834 den Prediger Zeller in Stäfa bei Zürich. Nachdem dieser 1839 gestorben war, lebte sie bis zu ihrem Lebensende in Halle (Saale). In ihren Gedichten beschäftigte sie sich unter anderen auch mit den kirchenpolitischen Auseinandersetzungen ihrer Zeit. Viele ihrer Gedichte wurden vertont und werden auch heute noch in vielen Kirchengemeinden gesungen.

## Werke (Auswahl)
- 1847: Aus den Papieren einer Verborgenen (Band 1) Digitalisat
- 1848: Aus den Papieren einer Verborgenen (Band 2) Digitalisat
- 1867: Für stille Morgenstunden Digitalisat